# Muhamed Hadžijamaković
Muhamed Hadžijamaković, bosanskohercegovski general, * 1814, † 25. avgust 1878.